# 锡吉什瓦拉历史中心
錫吉什瓦拉歷史中心（羅馬尼亞語：Sighişoara Citadel）是羅馬尼亞錫吉什瓦拉鎮的古老歷史中心，由撒克遜定居者於12世紀建造。锡吉什瓦拉历史中心在1999年被指定為聯合國教科文組織世界遺產，因為其850年的歷史證明了特蘭西瓦尼亞撒克遜人的歷史和文化。其美麗的城市景觀，也被稱為“羅馬尼亞的寶石”。